# Bez pudła
Bez pudła (ang. Without Fail) – szósta powieść serii z Jackiem Reacherem, brytyjskiego pisarza Lee Childa, wydana w oryginale w 2002 roku. Pierwsze polskie wydanie ukazało się nakładem wydawnictwa ISA w sierpniu 2006 roku.

## Zarys fabuły
Jack Reacher przybywa do Atlantic City w stanie New Jersey, gdzie zaczepia go piękna agentka służb specjalnych Secret Service – Mary Ellen Froelich. Agentka ma do Reachera szczególną prośbę: "Chcę cię zatrudnić do zamachu na życie wiceprezydenta Stanów Zjednoczonych". Mary Ellen Froelich w rzeczywistości chce, by Jack spenetrował i przetestował przygotowaną przez agentów tarczę zabezpieczającą wiceprezydenta, który otrzymuje listy ze śmiertelnymi pogróżkami. Taki test pozwoliłoby zbadać skuteczność ochrony wiceprezydenta i wskazać jej ewentualne, słabe punkty. Jack podejmuje wyzwanie, a do pomocy werbuje swoją dawną przyjaciółkę i niegdysiejszą podwładną, Frances Neagley, dawniej wojskową panią sierżant, obecnie prywatną panią detektyw. Wraz z rozwojem wypadków Reacher uznaje, iż musi wziąć sprawy we własne ręce. Postanawia, że wraz z Neagley wytropi i zlikwiduje osoby grożące wiceprezydentowi elektowi.

## Informacje wydawnicze
Pierwsze polskie wydanie książki ukazało się w 2006 roku nakładem wydawnictwa ISA, pod tytułem Bez pudła. We wrześniu 2012 r. wydawnictwo Albatros wznowiło wydanie pod zmienionym tytułem W tajnej służbie.
| Informacje wydawnicze | Wydanie I          | Wydanie II             |
| --------------------- | ------------------ | ---------------------- |
| Wydawnictwo           | ISA                | Albatros               |
| Tytuł                 | Bez pudła          | W tajnej służbie       |
| ISBN                  | ISBN 83-7418-043-9 | ISBN 978-83-7659-738-6 |
| Data wydania          | 2006-08-28         | 2012-09-05             |
| Liczba stron          | 512, [2]           | 464                    |
| Oprawa/Format         | miękka             | miękka                 |
| Wymiary [mm]          | 135x205            | bd.                    |